# Mémorial Reine Astrid
Le Mémorial Reine Astrid (en néerlandais : Koningin Astrid Memorial) est un édifice érigé à Laeken, ancienne commune intégrée à la ville de Bruxelles en Belgique, à la mémoire d'Astrid de Suède, quatrième reine des Belges et épouse du roi Léopold III, décédée dans un accident de voiture le 29 août 1935 en Suisse lorsque le cabriolet de Léopold sortit de la route près de Küssnacht.
L'édifice relève du style néo-classique tardif appelé « architecture monumentale », « architecture monumentale classicisante » ou « académisme monumentalisant », qui est un des quatre styles qui dominèrent l'architecture en Belgique durant les années 1930, aux côtés de l'Art déco, de l'architecture moderniste et du style Beaux-Arts.

## Localisation
Le Mémorial Reine Astrid se dresse à l'extrémité nord du square du 21 Juillet, à l'angle formé par l'avenue du Parc Royal et la rue des Vignes. Il fait face à l'église Notre-Dame de Laeken et est adossé au Domaine royal (Château de Laeken).

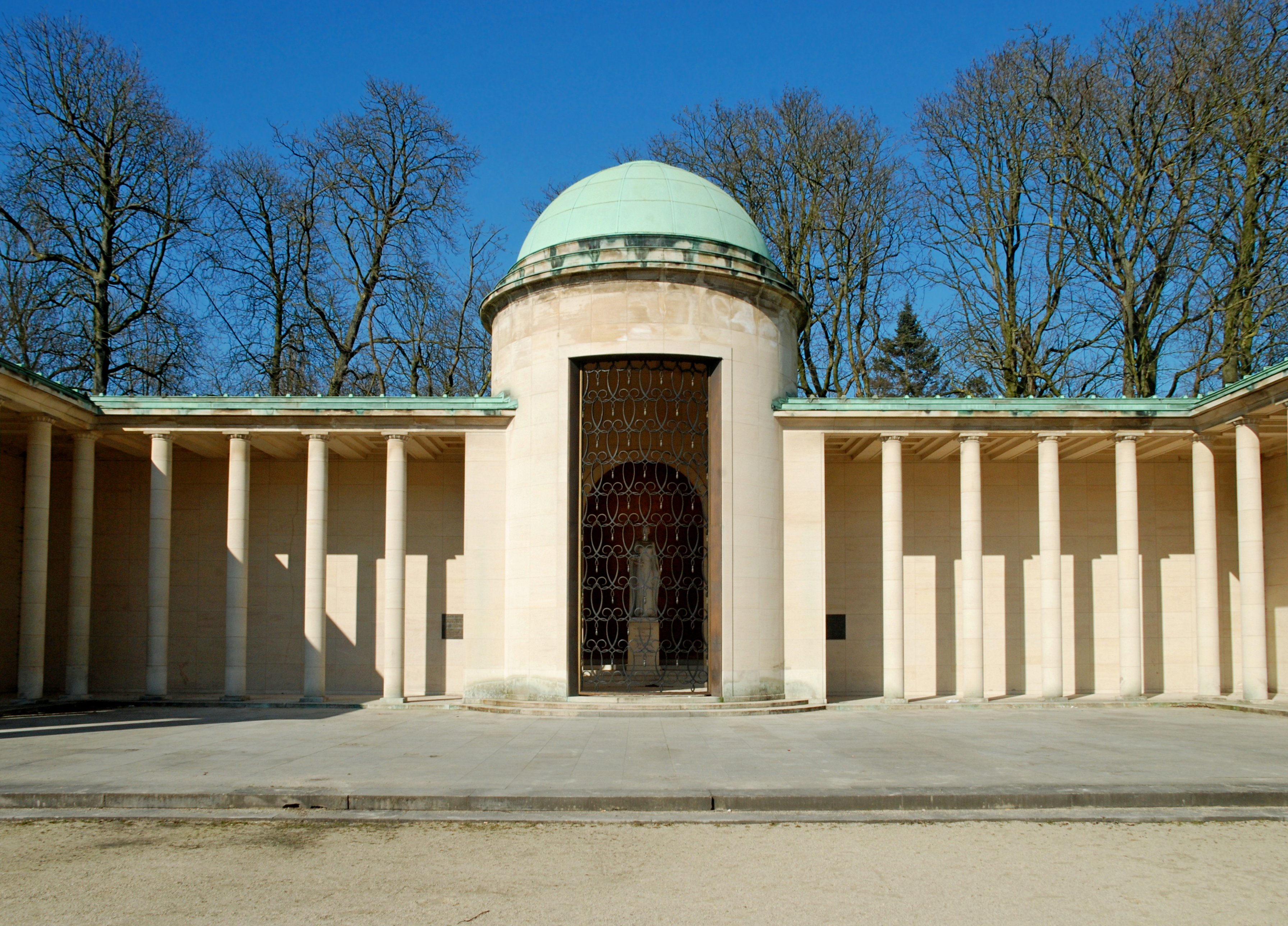
La rotonde et les colonnades.

## Historique
Le square du 21 juillet a été dessiné par l'architecte Charles Girault, auteur de la colonnade du Cinquantenaire et du musée de Tervueren,.
Le roi Léopold II, désireux d'embellir les abords du Domaine royal, veilla à l'aménagement de cet endroit qui était occupé par des  immeubles insalubres et fit l'acquisition des terrains nécessaires,.
Le Mémorial Reine Astrid qui ferme la perspective du square a été conçu par l'architecte Paul Bonduelle et inauguré le 21 juillet 1938, d'où le nom du square,.
Le monument a été restauré en 2005 par la Régie des Bâtiments.
Un mémorial à la Reine Astrid existe également en Suisse, le long de la route cantonale qui relie Meggen à Küssnacht, au bord du lac des Quatre-Cantons.

## Architecture

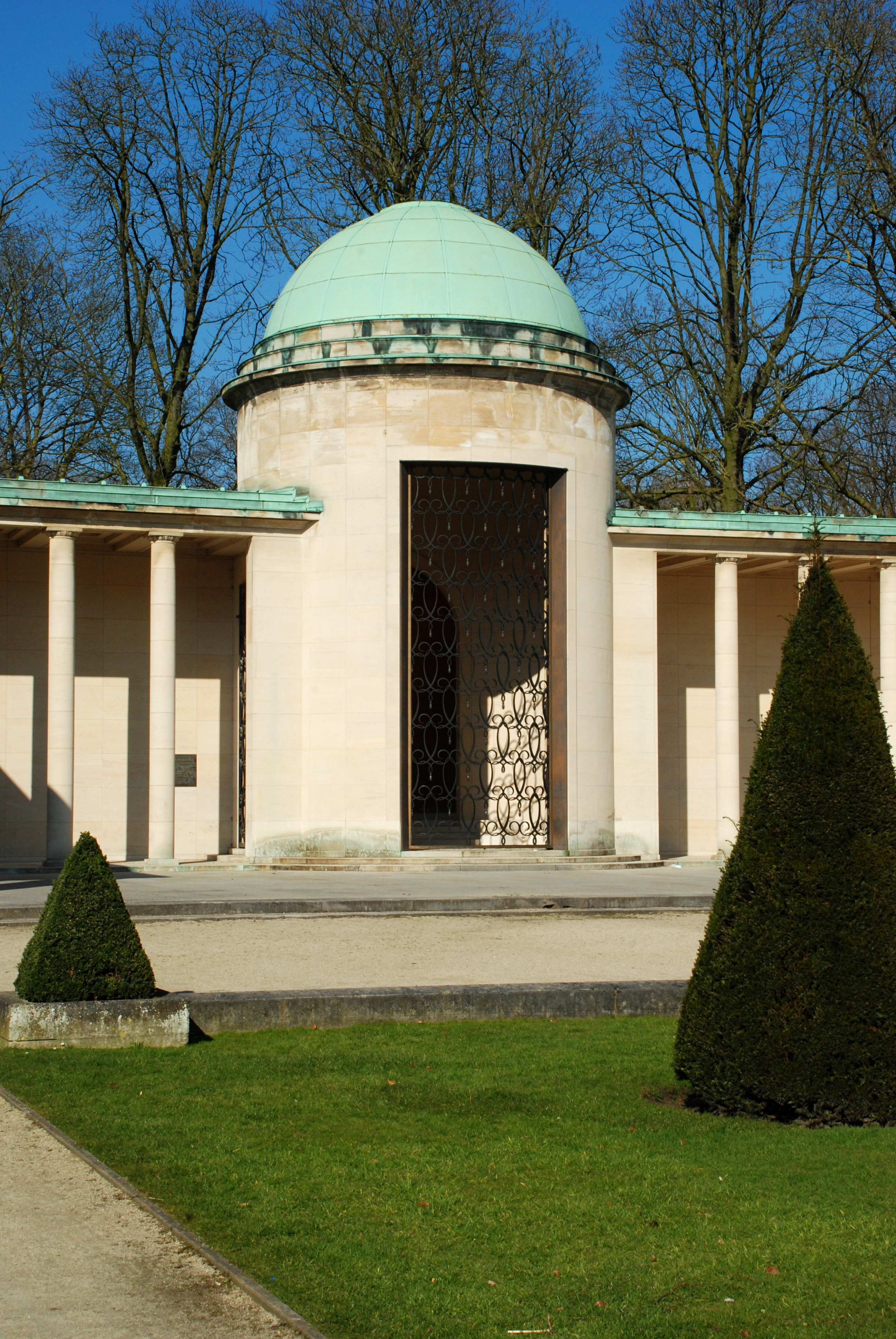
La rotonde.

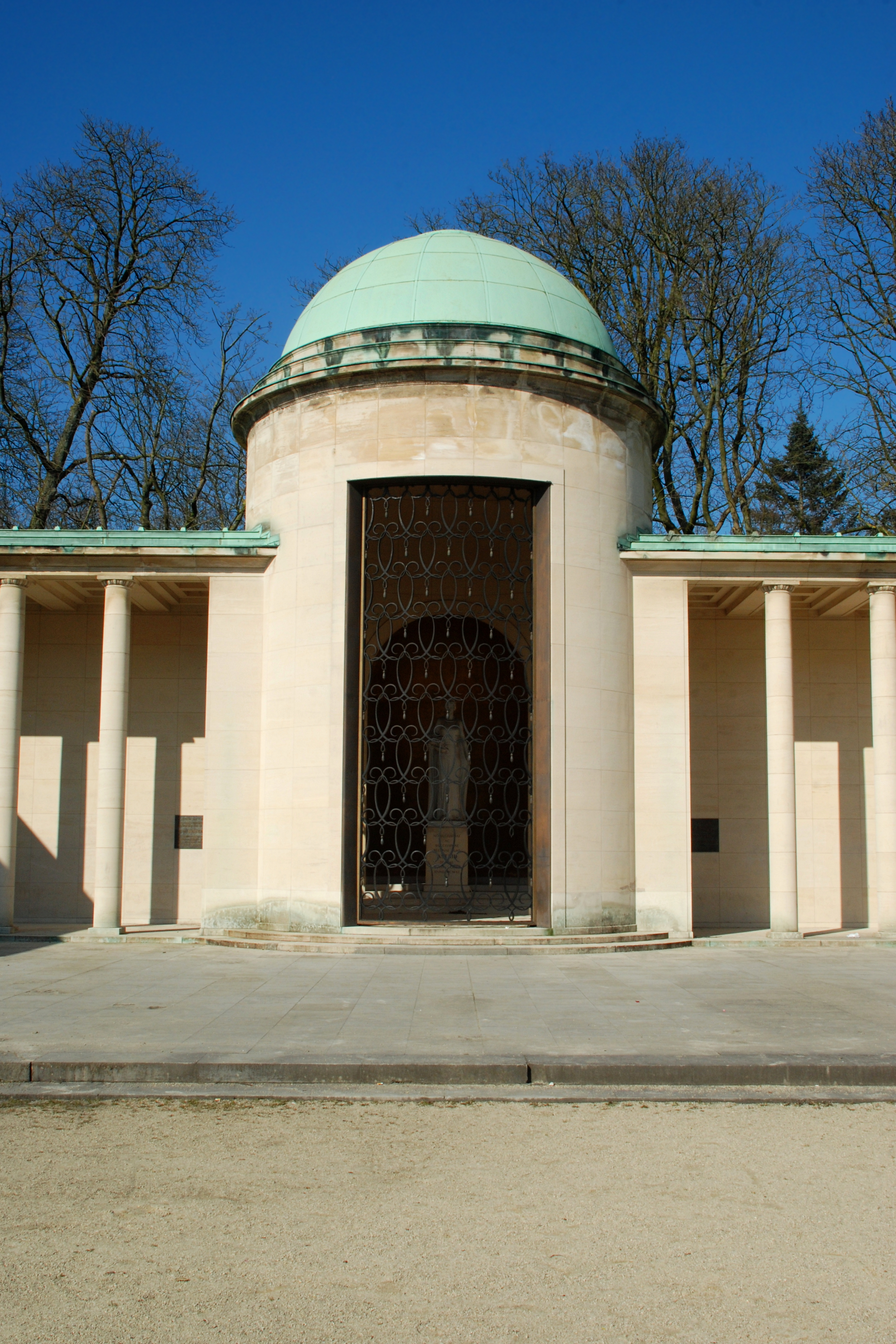
La rotonde.

Le square, qui fait face à l'église Notre-Dame de Laeken, semble être un prolongement du domaine royal.
La longue pelouse centrale, dont la symétrie est rompue par un grand hêtre, est rythmée par deux rangées d'ifs taillés en cône et conduit le regard vers le mémorial.
Le Mémorial, précédé d'une esplanade en pierre bleue à laquelle on accède par deux marches, consiste en une colonnade en pierre naturelle en forme de U qui encadre une rotonde où se trouve la statue de la reine, sculptée par Jan Boedts,. 
La colonnade comporte cinq colonnes de part et d'autre de la rotonde, les ailes latérales qui forment le U comportant chacune quatre colonnes et deux piliers. Les colonnes sont surmontées de chapiteaux à frise d'oves.
Les galeries qui forment la colonnade sont surmontées d'un plafond à caissons dont certains compartiments sont ornés du monogramme de la reine, constitué d'une double lettre A courbe très stylisée, surmontée d'une couronne et de rubans et entourée de roses, le tout inscrit dans un octogone.
Dans les galeries situées de part et d'autre de la rotonde sont apposées des plaques, l'une en néerlandais et l'autre en français :

« 29 août 1935 - 29 août 1955

En témoignage d'impérissable

Attachement au souvenir de

S.M. Reine Astrid

Douce souveraine toujours aimée

Du peuple belge

La société belgo-suédoise »

La rotonde est fermée par une grille qui reproduit le motif de lettres A stylisées déjà rencontré au plafond des galeries. Ses murs de couleur or abritent la statue en marbre blanc de la reine portée par un piédestal sur lequel est gravé un hommage :

« Nobilissimae

Ac

Dulcissimae

Reginae suae

Astrid

Belgae

Toto corde

Anno MCMLX »

Les toits des galeries et la coupole de la rotonde sont recouverts de cuivre, d'une couleur vert clair qui se marie bien à la couleur de la pierre.

Statue de la Reine Astrid
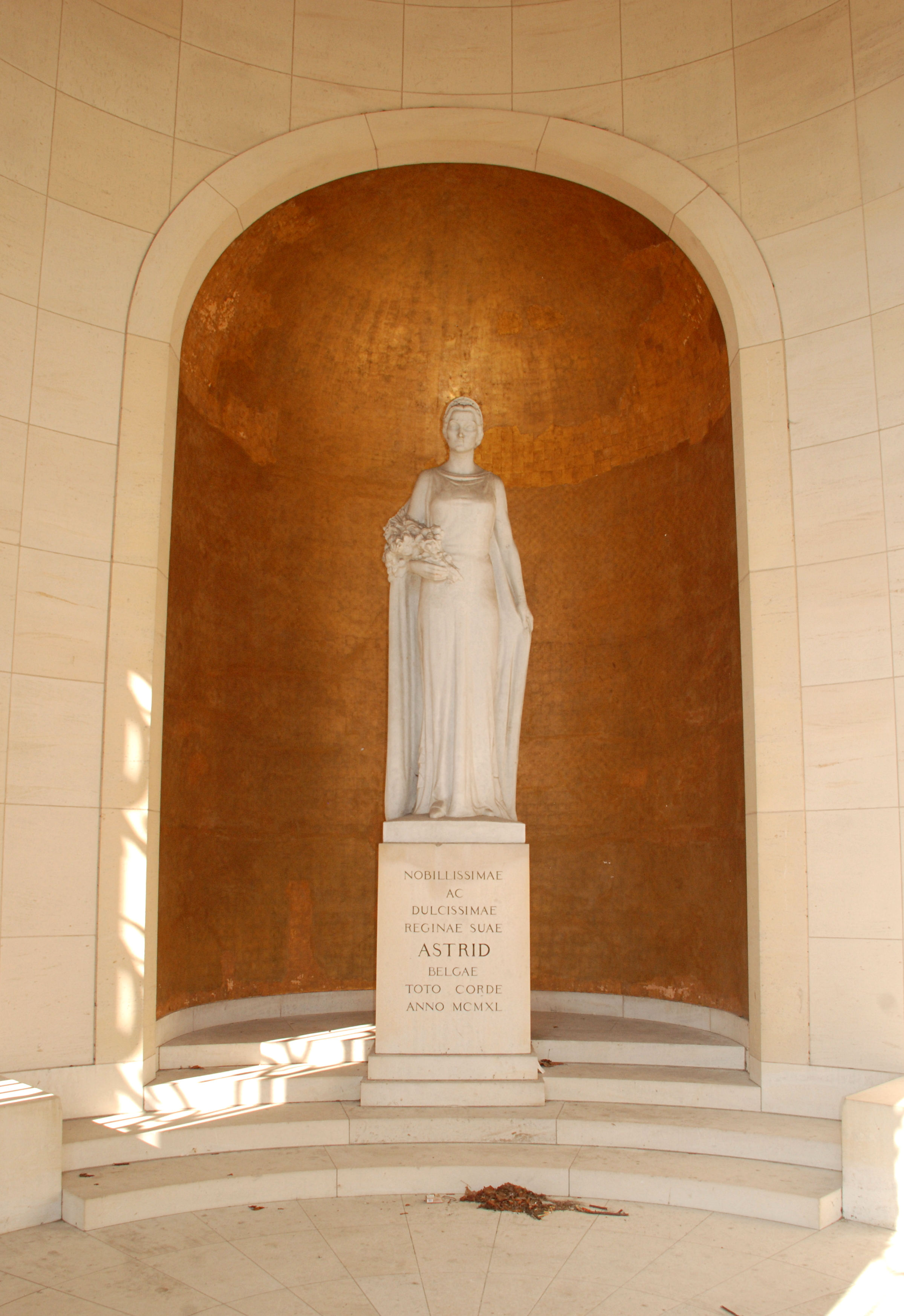
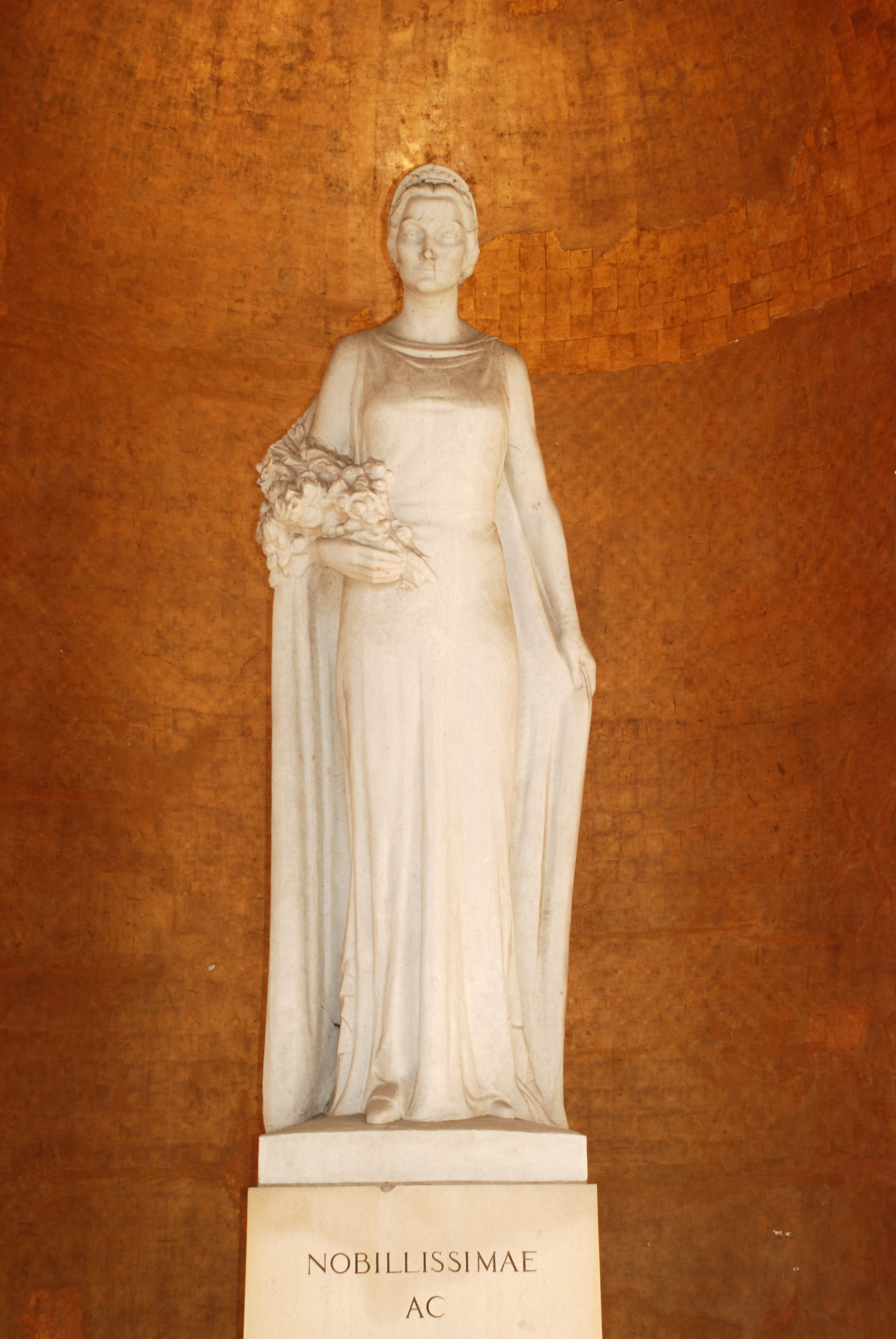
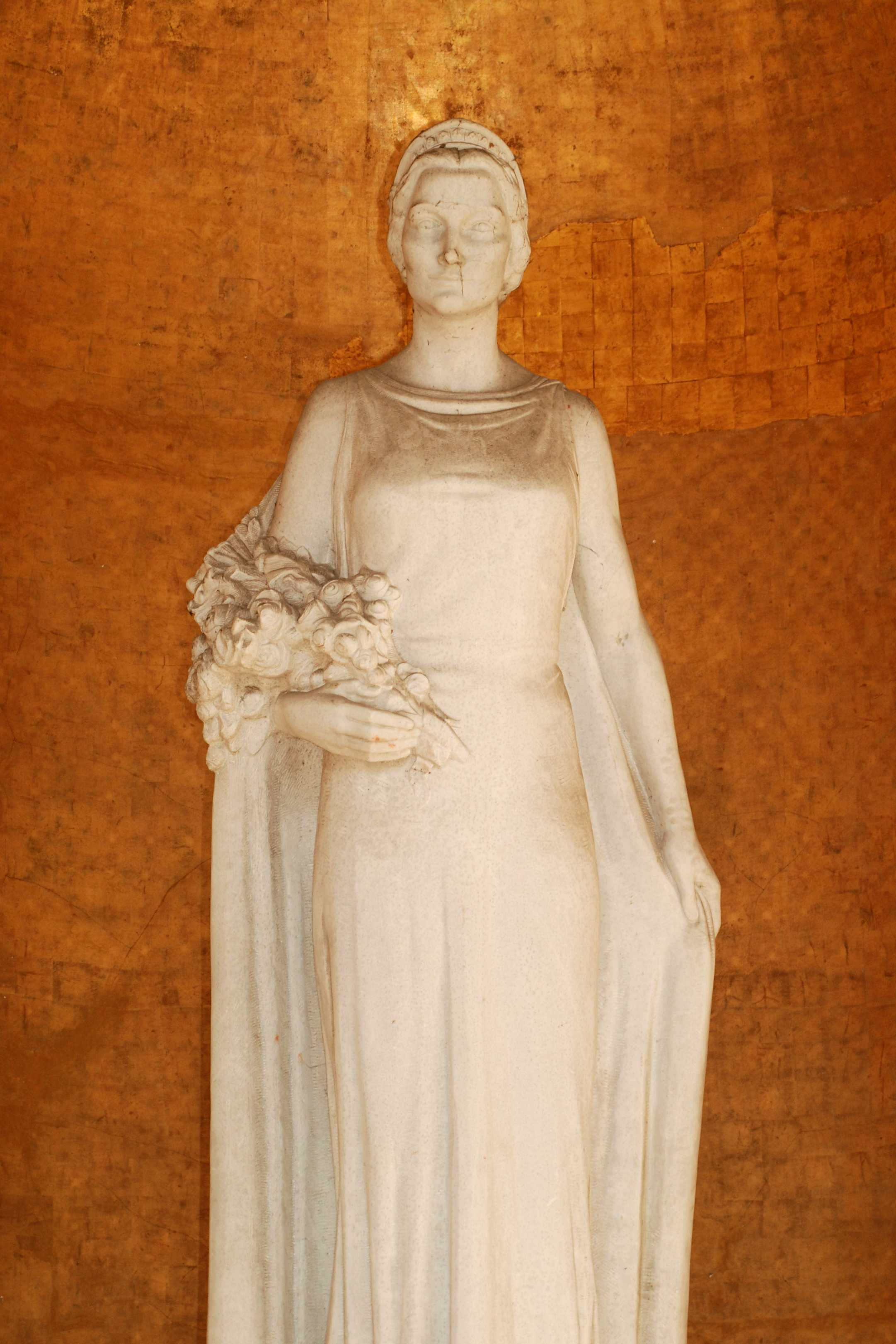

## Accessibilité
| ___ | Ce site est desservi par la station de métro : Bockstael. |